# Jochem van Bruggen
Jochem van Bruggen (1881 - 1957) a fost un scriitor sud-african.

## Opera
- 1924: Fiul naturii ("Die natuurkind");
- 1928: Fiul iubirii ("Die meisiekind");
- 1933: Omul din Sluis care stârpește lăcomia ("Die sprinkaanbeamte van Sluis");
- 1939: Destinul ("De noodlot");
- 1942: Fiul ("Die kind");
- 1943: Bunicul ("Oupa").